# Ledhund

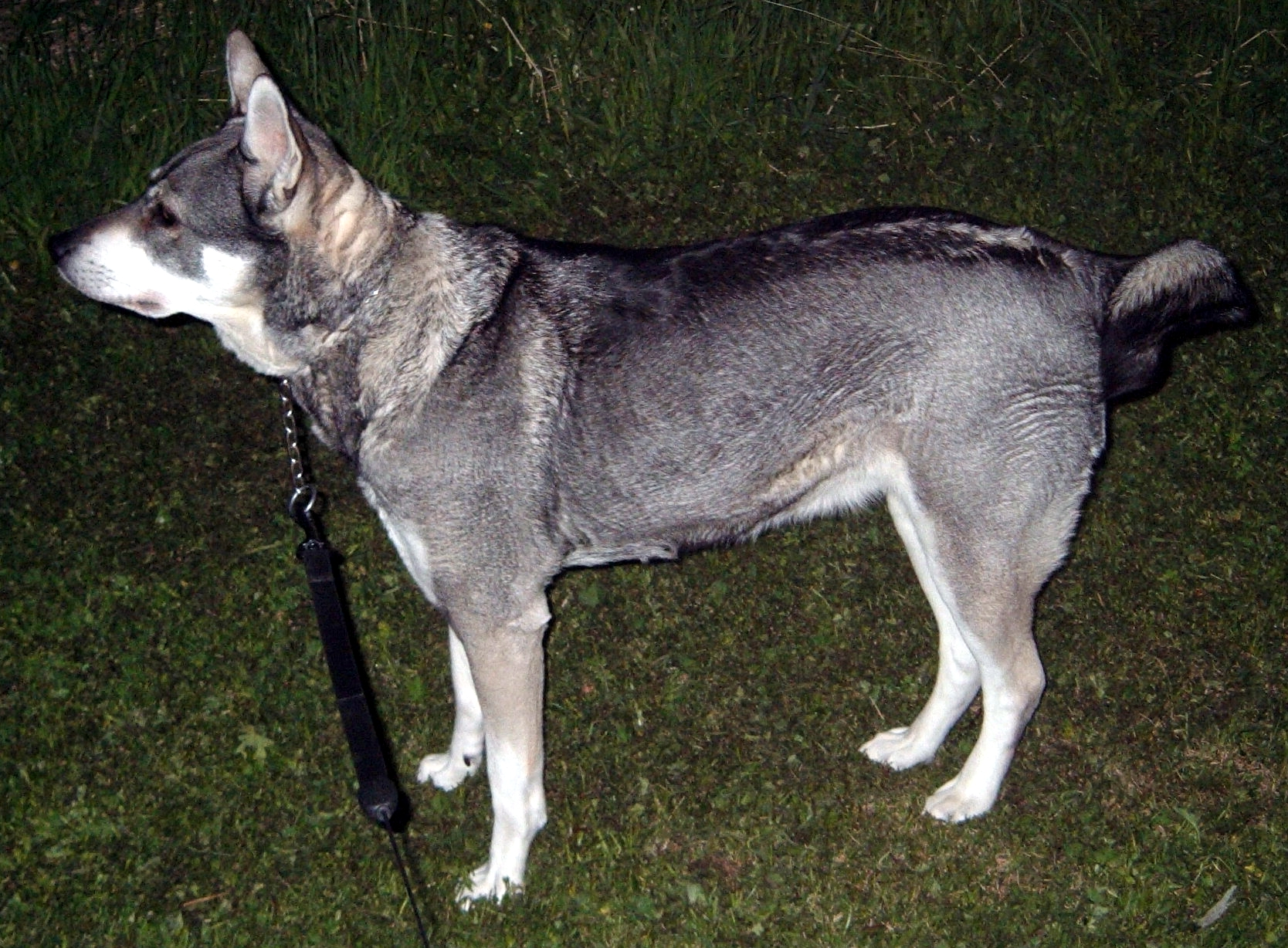
Jämthunden är vanlig vid ledhundsjakt på älg.

En ledhund är en jakthund som under tystnad och i koppel söker vilt med hjälp av vittringen vid så kallad ledhundsjakt. Jägaren och hunden rör sig därför mot vinden. När hunden får vittring leder den hundföraren mot villebrådet.
I Norden utgörs ledhundarna framförallt av älghundar för älgjakten. På kontinenten används istället viltspårhundar eller andra braquehundar som tränats för ändamålet. Viltslagen utgörs då av annat högvilt.